# آراف‌ای بکس (ای۱۰۳)
آراف‌ای بکس (ای۱۰۳) (به انگلیسی: RFA Bacchus (A103)) یک کشتی بود که طول آن ۳۳۸ فوت (۱۰۳ متر) بود. این کشتی در سال ۱۹۳۶ ساخته شد.